# Monomorium rogeri
Monomorium rogeri är en myrart som först beskrevs av Mayr 1865.  Monomorium rogeri ingår i släktet Monomorium och familjen myror. Inga underarter finns listade i Catalogue of Life.